# 经济自由斗士
经济自由斗士（英語：Economic Freedom Fighters，缩写为EFF）是一个南非左翼政党。該黨是由非洲人国民大会青年联盟前主席朱利叶斯·马莱马被开除出非国大后，与他的盟友於2013年创建。马莱马任该党“总司令”，指挥名为“中央司令部团队”的党中央机构。高级成员包括弗洛伊德·施范布（Floyd Shivambu）和报纸专栏作家安迪尔·姆恩格西塔马（Andile Mngxitama）。
2013年7月28日，在索韦托的新闻发布会上，马莱马宣布新政党已经有了超过1000的成员，双倍于独立选举委员会所需的注册资格。在自由阵线+被剔除选举资格后，成为参选政党之一。

## 意识形态和政策
2016年，在南非地方选举之后，EFF表示他们将在悬挂都会区支持民主联盟，但不会与南非的任何政党结成联盟。EFF是唯一反对2018年政党资助法案的议会政党。包括一项资金透明法，要求政党公布他们资金来源。

### 意识形态
根据其章程，EFF“从广泛的马克思列宁主义传统和法诺尼亚思想流派中汲取灵感，分析每个社会中的国家，帝国主义，文化和阶级矛盾”。EFF指出，它在风格和马克思主义意识形态方面都受到布基纳法索总统托马斯·桑卡拉的启发，著名的EFF成员Jackie Shandu宣布该党是“自豪的桑卡主义组织”。

### 经济
他批评非洲人国民大会及其主要反对派民主联盟，因为他们所谓的亲商业立场，声称南非的黑人作为廉价劳动力出卖给资本主义。他承诺解决腐败问题，提供高质量的社会住房，为所有人提供免费的初级医疗保健和教育，并提议征用白人拥有的农田，将采矿和银行业国有化，将福利补助金和最低工资翻倍，并结束拟议的高速公路收费系统。
EFF一直直言不讳地批评南非的黑人企业主和矿业公司的黑人所有者。2015年11月，马勒马在牛津联盟的一次演讲中公开反对亿万富翁矿业公司老板帕特里斯·莫塞佩（Patrice Motsepe）。在2015年的进一步抗议活动中，EFF提出了包括采矿业社会化在内的要求，并呼吁法律要求对26%的BEE所有权提出更明确的目标。EFF是扩大南非国有企业在国民经济中的作用的直言不讳的支持者。马勒马在勒斯滕堡的马里卡纳（Marikana）向铂金矿区的一群人发表讲话，指责矿业公司，并特别指出铂金矿业公司隆明（Lonmin）造成了该地区的贫困。

### 外交
EFF自称是一个泛非主义政党，并支持建立非洲合众国的提议。在这方面，EFF和Malema一再赞扬利比亚前领导人穆阿迈尔·卡扎菲，承诺在南非实施卡扎菲在利比亚实施的许多政策。该党反对美国在非洲的军事基地的存在，尤其是在博茨瓦纳。在成立EFF之前，马勒马曾呼吁推翻博茨瓦纳的卡马政府。EFF对法国在非洲的存在持批评态度;2022年，该党在该国驻比勒陀利亚大使馆外进行纠察，并最终设置了路障。法国驻南非大使批评EFF将法国作为所有非洲问题的替罪羊。EFF反对锡安主义。
EFF 正式支持俄罗斯 2022 年入侵乌克兰，赞扬他们所说的俄罗斯针对北约的 “反帝国主义计划”。该党强烈批评以色列及其与巴勒斯坦人的冲突;将该国称为“邪恶”，并主张将其毁灭。2022年9月，EFF宣布他们不会哀悼英国女王伊丽莎白二世的去世，因为“她从未承认她的家人对英国入侵世界各地的土著人民施加的暴行。

## 支持基础
根据益普索2013年11月的一项调查，该党的支持者比平均水平年轻，49%的人年龄在24岁以下，绝大多数是黑人（99%），而且主要是男性，女性仅占支持基础的33%。不成比例的支持者居住在马莱马的家乡林波波省（28%），而只有1%的人居住在人口较多的夸祖鲁 - 纳塔尔省。 社会研究公司公民调查（Citizen Survey）在2018年进行的一项调查发现，大约70%的EFF支持者年龄在18至34岁之间，绝大多数是黑人（97%），主要居住在主要大都市（48%），主要是男性（62%），43%的支持基础位于豪登省。预计该党将在2014年大选中产生影响，获得4%至8%的全国选票。这可能足以使该党在执政的非洲人国民大会有可能失去绝对多数的省份保持权力平衡。非国大保留了绝对多数，而EFF在2014年的选举中获得了6.35%的选票。
中央指挥小组的知名成员包括Floyd Shivambu，Fana Mokoena和Mbuyiseni Ndlozi（国家发言人）。有争议的商人Kenny Kunene于2013年7月加入中央指挥小组，之后于2013年8月20日从中央指挥小组辞职，并于2013年8月26日从该组织辞职。[75][2013年11月4日，宣布达利·姆波夫在加入非洲人国民大会33年后离开非洲人国民大会（ANC），加入EFF。

### 学生支部
EFF学生司令部（EFFSC）是该党的学生支部，成立于2015年6月16日。它倡导免费教育，普及教育和取消注册费等。EFF学生司令部声称拥有约10万名学生，并在南非所有九个省设有分支机构。其现任领导人是Mandla Shikwambana。

## 選舉結果

### 全國選舉

#### 國民議會
| 選舉   | 選票      | %      | 席位     | +/–  | 政府   |
| ------ | --------- | ------ | -------- | ---- | ------ |
| 2014年 | 1,169,259 | 6.35%  | 25 / 400 | ▲ 25 | 反對黨 |
| 2019年 | 1,881,521 | 10.79% | 44 / 400 | ▲ 19 | 反對黨 |

#### 全國省級事務委員會
| 選舉   | 席位    | +/– |
| ------ | ------- | --- |
| 2014年 | 7 / 90  | ▲ 7 |
| 2019年 | 11 / 90 | ▲ 4 |

### 各省選舉
| 選舉   | 東開普省 | 東開普省 | 自由邦省 | 自由邦省 | 豪登省 | 豪登省 | 夸祖魯-納塔爾省 | 夸祖魯-納塔爾省 | 林波波省 | 林波波省 | 普馬蘭加省 | 普馬蘭加省 | 西北省 | 西北省 | 北開普省 | 北開普省 | 西開普省 | 西開普省 |
| 選舉   | %        | 席位     | %        | 席位     | %      | 席位   | %               | 席位            | %        | 席位     | %          | 席位       | %      | 席位   | %        | 席位     | %        | 席位     |
| ------ | -------- | -------- | -------- | -------- | ------ | ------ | --------------- | --------------- | -------- | -------- | ---------- | ---------- | ------ | ------ | -------- | -------- | -------- | -------- |
| 2014年 | 3.48%    | 2/63     | 8.15%    | 2/30     | 10.30% | 8/73   | 1.85%           | 2/80            | 10.74%   | 6/49     | 6.26%      | 2/30       | 13.21% | 5/33   | 4.96%    | 2/30     | 2.11%    | 1/42     |
| 2019年 | 7.84%    | 5/63     | 12.58%   | 4/30     | 14.69% | 11/73  | 9.71%           | 8/80            | 14.43%   | 7/49     | 12.79%     | 4/30       | 18.36% | 6/33   | 9.71%    | 3/30     | 4.04%    | 2/42     |

### 市政選舉
| 選舉   | 選票      | %     |
| ------ | --------- | ----- |
| 2016年 | 3,202,679 | 8.31% |